# Zelotes lasalanus
Zelotes lasalanus este o specie de păianjeni din genul Zelotes, familia Gnaphosidae, descrisă de Chamberlin în anul 1928. Conform Catalogue of Life specia Zelotes lasalanus nu are subspecii cunoscute.